# Sommeil levant
Albums de Hoshi
Il suffit d'y croire
(2018) Étoile flippante
(2021)
Singles
1. Amour censure
Sortie : 2019
2. Enfants du danger
Sortie : 2020
3. SQY
Sortie : 2020
4. Marche ou rêve
Sortie : 2020

Sommeil levant est le second album studio de la chanteuse Hoshi. Sorti le 5 juin 2020, il devait initialement être publié le 27 mars 2020, mais a été repoussé en raison du confinement lors de la pandémie de Covid-19,.
L'album est certifié disque de platine

## Liste des pistes
| No  | Titre                          | Durée |
| --- | ------------------------------ | ----- |
| 1.  | Sommeil levant                 | 3:02  |
| 2.  | Marche ou rêve                 | 2:59  |
| 3.  | Amour censure                  | 3:27  |
| 4.  | Bouche de métro                | 3:16  |
| 5.  | SQY                            | 3:22  |
| 6.  | Migracoeur                     | 3:21  |
| 7.  | Larmes de croco (feat. Corine) | 3:46  |
| 8.  | Ita Vita                       | 2:16  |
| 9.  | Coule mascara                  | 3:06  |
| 10. | Enfants du danger              | 3:22  |
| 11. | Bluff                          | 3:34  |
| 12. | Fais-moi signe                 | 3:50  |
| 13. | La Plus Belle Partie de moi    | 3:18  |
| 14. | Médicament                     | 2:59  |

## Titres certifiés en France
- Amour Censure  Platine

## Classement hebdomadaire
| Classement (2018)            | Meilleure position |
| ---------------------------- | ------------------ |
| Belgique (Wallonie Ultratop) | 8                  |
| France (SNEP)                | 7                  |

## Certifications
| Région                                                                                                 | Certification | Ventes/Streams |
| --- | ------------- | -------------- |
| France (SNEP)                                                                                          | Platine       | 100 000        |
| *Ventes selon la certification ^Mise en rayon selon la certification xNon précisé par la certification |               |                |